# Michèle George
Michèle George (Ostenda, 2 gennaio 1974) è una cavallerizza belga, specialista nel para-dressage.
Ha vinto sette medaglie d'oro e una d'argento ai Giochi paralimpici.
È stata nominata "atleta paralimpica belga dell'anno" due volte: nel 2014 e nel 2022.

## Biografia
Michèle George è nata il 2 gennaio 1974 a Ostenda, Belgio. Ha iniziato ad andare a cavallo nel 1982, a dodici anni, provando prima l'ippica, poi il salto ostacoli e infine il dressage, di cui "si innamorò".
Dopo un incidente avvenuto nel 2008 che le causò un'emiplegia alla gamba sinistra, iniziò a competere nel para-dressage di IV grado. George andò con il suo castrone Fbw Rainman ai campionati mondiali di equitazione 2010, finendo al secondo posto nello stile libero individuale.
Nel 2012 George e Fbw Rainman presero parte alle paralimpiadi di Londra vincendo due medaglie d'oro, una nel test individuale e una nello stile libero, rendendo George la prima persona ad aver vinto l'oro per il Belgio nel para-dressage. Nello stesso anno è anche diventata la prima sportiva paralimpica ad aver vinto l'Equestrala, premio dedicato alla cavallerizza o al cavaliere belga dell'anno.
Con lo stesso cavallo partecipò ai campionati mondiali di equitazione 2014, arrivando al primo posto nel test individuale e nello stile libero.
Nel 2016 lei e Fbw Rainman parteciparono alle paralimpiadi di Rio de Janeiro, vincendo l'oro nello stile libero e l'argento nel test individuale.
Nel 2021 George partecipò con la sua nuova cavalla Best of 8 alle paralimpiadi di Tokyo, dove hanno vinto altri due ori nel test individuale e nello stile libero. Nel 2024 ha partecipato con la stessa cavalla alle paralimpiadi di Parigi, dove hanno nuovamente vinto due ori nel test individuale e nello stile libero.
George ha due figli e fa equitazione con una di loro.

## Palmarès
- Giochi paralimpici: 8
 Oro Test individuale grado IV (Londra 2012)
 Oro Stile libero individuale grado IV (Londra 2012)
 Oro Stile libero individuale grado IV (Rio de Janeiro 2016)
 Argento Test individuale grado IV (Rio 2016)
 Oro Test individuale grado V (Tokyo 2020)
 Oro Stile libero individuale grado V (Tokyo 2020)
 Oro Test individuale grado V (Parigi 2024)
 Oro Stile libero individuale V grado (Parigi 2024)
- Campionati mondiali di equitazione: 5
 Argento stile libero individuale grado IV (Lexington 2010)
 Oro test individuale grado IV (Caen 2014)
 Oro stile libero individuale grado IV (Caen 2014)
 Oro test individuale grado V (Herning 2022)
 Oro stile libero individuale V grado (Herning 2022)